# كبار الزوار (فلم)
كبار الزوار (بالإنجليزية: The V.I.P.s) هو فيلم دراما صدر في سنة 1963.

## بطولة
- ريتشارد برتون
- إليزابيث تايلور
- ماجي سميث
- أورسن ويلز

## الميزانية والإيرادات
بلغت تكلفة إنتاج الفيلم حوالي 4 ملايين دولار بينما حقق أرباحا تقدر بـ 15,000,000 دولار.

### ترشيحات وجوائز
| السنة | الحدث          | الفئة                   | النتيجة  |
| ----- | -------------- | ----------------------- | -------- |
|       | جائزة الأوسكار | أفضل ممثلة في دور مساعد | فـــــوز |

## وصلات خارجية
- مقالات تستعمل روابط فنية بلا صلة مع ويكي بيانات